# Max Pauly
Max Johann Friedrich Pauly (Wesselburen, 1 de junho de 1907 – Hamelin, 8 de outubro de 1946) foi um oficial da SS nazista. Com a patente de Sturmbannführer ele se tornou o comandante do campo de concentração de Stutthof de setembro de 1939 até agosto de 1942, e depois comandou o campo de concentração de Neuengamme de setembro de 1942 até maio de 1945.
Durante seu comando no campo de Neuengamme, várias atrocidades foram cometidas incluindo experimentos médicos com pacientes. Em 1944, o doutor Kurt Heissmeyer conduziu experiências com 20 crianças judias para tentar desenvolver uma nova droga contra a tuberculose. As crianças vieram de Auschwitz apenas para este propósito. Elas e seus cuidadores foram mortos enforcados em abril de 1945 no porão da escola Bullenhuser Damm em Hamburgo.
Pauly foi preso e acusado pelos britânicos de crimes de guerra e contra a humanidade com outros treze no Curio Haus em Hamburgo num setor ocupado pelos Aliados na Alemanha. O julgamento foi de 18 de março de 1946 até 13 de maio daquele ano. Ele foi considerado culpado de todas as acusações e sentenciado a morte com outros onze réus. Foi executado na forca (Tod durch den Strang) por Albert Pierrepoint na prisão de Hamelin em 8 de outubro de 1946.